# Else Lasker-Schüler
Elisabeth "Else" Lasker-Schüler (Elberfeld, Wuppertal, 11 de fevereiro de 1869 — Jerusalém, 22 de janeiro de 1945) foi uma poeta e dramaturga judia alemã.
1. ↑  Bauschinger, Sigrid (2005). Else Lasker-Schüler: Biographie. Alemanha: Wallstein Verlag. ISBN 9783892444404